# Ledenjak Franz Josef
Ledenjak Franz Josef je 12 kilometara dugi ledenjak na zapadnoj obali južnog otoka, na Novom Zelandu. Nalazi se na 300 metara nadmorske visine. Zajedno s još dva okolna ledenjaka, dio je UNESCO-ove Svjetske baštine.
Ledenjak Franz Josef je u zadnjih 100 godina imao perioda topljenja i povećanja, ali trenutačno je 2,5 kilometara kraći.
Ledenjak je vrlo važna turistička atrakcija, jer ga godišnje posjeti oko 250 000 ljudi.